# Elva minuter
Elva minuter (originaltitel Onze minutos) är en roman skriven av Paulo Coelho. Första svenska utgåvan kom 2004.
Den handlar om en ung, vacker brasiliansk kvinna som reser till Schweiz och leds in i verksamhet som prostituerad på en bar. Hon upptäcker sidor av sitt känsloliv och sin sexualitet som hon inte varit medveten om.